# Elisa Longo Borghini
Elisa Longo Borghini (ur. 10 grudnia 1991 w Ornavasso) – włoska kolarka szosowa, dwukrotna brązowa medalistka igrzysk olimpijskich w wyścigu ze startu wspólnego (2016, 2020), wielokrotna medalistka mistrzostw świata i Europy.

## Kariera
Pierwszy sukces w karierze Elisa Longo Borghini osiągnęła w 2012, kiedy zdobyła brązowy medal w indywidualnej jeździe na czas na mistrzostwach Europy do lat 23. Kilka tygodni później wystartowała na mistrzostwach świata w Valkenburgu, zdobywając brązowy medal w wyścigu ze startu wspólnego. W zawodach tych wyprzedziły ją jedynie Holenderka Marianne Vos oraz Australijka Rachel Neylan. Ponadto w 2013 wygrała włoski Trofeo Alfredo Binda, a w klasyfikacji hiszpańskiego Emakumeen Euskal Bira oraz belgijskiego La Flèche Wallonne Féminine była druga.
W 2016 została brązową medalistką igrzysk olimpijskich w wyścigu ze startu wspólnego.

## Najważniejsze osiągnięcia
2012
- 3. miejsce w Omloop van het Hageland
- 3. miejsce w Gooik-Geraardsbergen-Gooik
- 2. miejsce w mistrzostwach Włoch (jazda ind. na czas)
- 1. miejsce w klasyfikacji młodzieżowej Giro Rosa
- 1. miejsce na 5. etapie Thüringen Rundfahrt der Frauen
  - 1. miejsce w klasyfikacji młodzieżowej i górskiej
- 3. miejsce w mistrzostwach Europy (jazda ind. na czas do lat 23)
- 3. miejsce w Grand Prix de Plouay
- 3. miejsce w mistrzostwach świata (start wspólny)

2013
- 1. miejsce w Trofeo Alfredo Binda
- 4. miejsce w Ronde van Vlaanderen
- 2. miejsce w La Flèche Wallonne Féminine
- 2. miejsce w Tour of Zhoushan Island
- 2. miejsce w Emakumeen Euskal Bira
  - 1. miejsce w klasyfikacji górskiej
  - 1. miejsce na 4. etapie
- 2. miejsce w mistrzostwach Włoch (jazda ind. na czas)
- 3. miejsce w Chrono des Nations

2014
- 3. miejsce w La Flèche Wallonne Féminine
- 2. miejsce w Grand Prix de Plumelec
- 1. miejsce w mistrzostwach Włoch (jazda ind. na czas)
- 1. miejsce w Tour de Bretagne Féminin
  - 1. miejsce w klasyfikacji górskiej
  - 1. miejsce na prologu i 3. etapie
- 1. miejsce w Trophée d'Or Féminin
  - 1. miejsce w klasyfikacji górskiej
  - 1. miejsce na 4. etapie

2015
- 3. miejsce w Strade Bianche Donne
- 1. miejsce w Ronde van Vlaanderen
- 2. miejsce w Philadelphia International Cycling Classic
- 2. miejsce w mistrzostwach Włoch (start wspólny)
- 1. miejsce w La Route de France
  - 1. miejsce na 3. i 5. etapie
- 1. miejsce w Giro dell'Emilia

2016
- 2. miejsce w Durango-Durango Emakumeen Saria
- 2. miejsce w Philadelphia International Cycling Classic
- 3. miejsce w The Women’s Tour
- 1. miejsce w mistrzostwach Włoch (jazda ind. na czas)
- 2. miejsce w mistrzostwach Włoch (start wspólny)
- 1. miejsce w klasyfikacji górskiej Giro d’Italia Femminile
- 3. miejsce w Igrzyskach Olimpijskich (start wspólny)
- 3. miejsce w mistrzostwach Europy (start wspólny)
- 1. miejsce w Giro dell’Emilia

2017
- 1. miejsce w Strade Bianche
- 1. miejsce w mistrzostwach Włoch (jazda ind. na czas)
- 1. miejsce w mistrzostwach Włoch (start wspólny)
- 2. miejsce w Giro d’Italia Femminile
- 3. miejsce w La Course by Le Tour de France

2018
- 3. miejsce w Strade Bianche
- 1. miejsce w klasyfikacji górskiej The Women’s Tour
- 1. miejsce w igrzyskach śródziemnomorskich (start wspólny)

2019
- 1. miejsce w Emakumeen Euskal Bira
  - 1. miejsce w klasyfikacji górskiej i punktowej
  - 1. miejsce na 4. etapie
- 3. miejsce w mistrzostwach Europy (mieszana jazda drużynowa na czas)
- 2. miejsce w Giro dell’Emilia
- 3. miejsce w mistrzostwach Włoch (jazda ind. na czas)

2020
- 2. miejsce w Clasica Femenina Navarra
- 3. miejsce w Durango-Durango Emakumeen Saria
- 1. miejsce w mistrzostwach Włoch (jazda ind. na czas)
- 2. miejsce w mistrzostwach Europy (start wspólny)
- 3. miejsce w Giro Rosa
  - 1. miejsce na 1. i 8. etapie
- 3. miejsce w mistrzostwach świata (start wspólny)
- 1. miejsce w mistrzostwach Włoch (start wspólny)
- 2. miejsce w Madrid Challenge by La Vuelta

2021
- 2. miejsce w Strade Bianche Donne
- 1. miejsce w Trofeo Alfredo Binda
- 3. miejsce w La Flèche Wallonne Féminine
- 3. miejsce w Liège-Bastogne-Liège Femmes
- 3. miejsce w Emakumeen Nafarroako Klasikoa
- 3. miejsce w Gran Premio Ciudad de Eibar
- 1. miejsce w mistrzostwach Włoch (jazda ind. na czas)
- 1. miejsce w mistrzostwach Włoch (start wspólny)
- 1. miejsce na 1. etapie Giro Rosa
- 3. miejsce w Igrzyskach Olimpijskich (start wspólny)
- 1. miejsce w Grand Prix de Plouay
- 1. miejsce w mistrzostwach Europy (mieszana jazda drużynowa na czas)
- 3. miejsce w mistrzostwach świata (mieszana jazda drużynowa na czas)
- 3. miejsce w Paryż-Roubaix Femmes

2022
- 1. miejsce w Paryż-Roubaix Femmes
- 1. miejsce w The Women’s Tour
- 1. miejsce w mistrzostwach Włoch (jazda ind. na czas)
- 4. miejsce w Giro d’Italia Donne
- 2. miejsce w Madrid Challenge by La Vuelta
- 2. miejsce w mistrzostwach świata (mieszana jazda drużynowa na czas)
- 1. miejsce w Giro dell’Emilia
- 1. miejsce w Tre Valli Varesine
- 3. miejsce w Tour de Romandie Féminin

2023
- 1. miejsce w UAE Tour Women
  - 1. miejsce na 3. etapie
- 3. miejsce w Ronde van Vlaanderen
- 2. miejsce w Liège-Bastogne-Liège Femmes
- 3. miejsce w Tour de Suisse Women
- 1. miejsce w mistrzostwach Włoch (jazda ind. na czas)
- 1. miejsce w mistrzostwach Włoch (start wspólny)
- 1. miejsce na 4. etapie Giro d’Italia Donne

2024
- 3. miejsce w Omloop Het Nieuwsblad
- 2. miejsce w Strade Bianche Donne
- 1. miejsce w Trofeo Oro in Euro
- 1. miejsce w Ronde van Vlaanderen
- 1. miejsce w Brabantse Pijl
- 3. miejsce w La Flèche Wallonne Féminine
- 2. miejsce w Liège-Bastogne-Liège Femmes
- 3. miejsce w La Vuelta Femenina
- 2. miejsce w Tour de Suisse Women
- 2. miejsce w mistrzostwach Włoch (jazda ind. na czas)
- 1. miejsce w mistrzostwach Włoch (start wspólny)
- 1. miejsce w Giro d’Italia Women
- 2. miejsce w Grand Prix de Wallonie
- 3. miejsce w mistrzostwach świata (start wspólny)
- 3. miejsce w mistrzostwach świata (mieszana jazda drużynowa na czas)

## Rankingi
| Rok            | 2011 | 2012 | 2013 | 2014 | 2015 | 2016 | 2017 | 2018 | 2019 | 2020 | 2021 | 2022 | 2023 | 2024 |
| -------------- | ---- | ---- | ---- | ---- | ---- | ---- | ---- | ---- | ---- | ---- | ---- | ---- | ---- | ---- |
| Ranking UCI    | 98.  | 16.  | 6.   | 11.  | 5.   | 5.   | 10.  | 17.  | 14.  | 2.   | 2.   | 3.   | 15.  | 3.   |
| Puchar Świata  | 51.  | 25.  | 5.   | 8.   | 4.   |      |      |      |      |      |      |      |      |      |
| UCI World Tour |      |      |      |      |      | 5.   | 5.   | 11.  | 13.  | 2.   | 3.   | 2.   | 7.   | 3.   |
|                |      |      |      |      |      |      |      |      |      |      |      |      |      |      |
| Źródło: UCI    |      |      |      |      |      |      |      |      |      |      |      |      |      |      |